# Chiesa di San Giuseppe (Lussemburgo)
La chiesa di San Giuseppe (in francese église Saint-Joseph de Luxembourg) è una chiesa cattolica situata nel quartiere di Limpertsberg della città di Lussemburgo in Lussemburgo.

## Storia
La chiesa, progettata dall'architetto lussemburghese Nicolas Petit, fu completata nel 1913 venendo consacrata il 30 aprile di quello stesso anno. 
L'edificio è classificato come patrimonio culturale nazionale del Lussemburgo dal 23 aprile 2019.

## Descrizione
La chiesa presenta un'architettura neoromanica.